# 2002年冬季奥林匹克运动会速度滑冰比赛
2002年冬季奧林匹克運動會的速度滑冰比賽由2月9日至23日在犹他奥林匹克椭圆速滑馆舉行，共會頒發10枚金牌。

## 各國獎牌榜
| 排名 | 国家／地区    | 金牌 | 银牌 | 铜牌 | 總數 |
| ---- | ------------- | ---- | ---- | ---- | ---- |
| 1    | 荷兰（NED）   | 3    | 5    | 0    | 8    |
| 2    | 德国（GER）   | 3    | 3    | 2    | 8    |
| 3    | 美国（USA）   | 3    | 1    | 4    | 8    |
| 4    | 加拿大（CAN） | 1    | 0    | 2    | 3    |
| 5    | 日本（JPN）   | 0    | 1    | 0    | 1    |
| 6    | 挪威（NOR）   | 0    | 0    | 2    | 2    |

## 各项成绩

### 男子
| 项目         | 金牌                              | 金牌              | 银牌                              | 银牌     | 铜牌                        | 铜牌     |
| 500米 詳細   | 凯西·菲茨伦道夫 · 美国（USA）     | 69.23             | 清水宏保 · 日本（JPN）            | 69.26    | Kip Carpenter · 美国（USA） | 69.47    |
| 1000米 詳細  | 赫拉德·范费尔德 · 荷兰（NED）     | 1:07.18 世界紀錄  | Jan Bos · 荷兰（NED）             | 1:07.53  | 乔伊·奇克 · 美国（USA）     | 1:07.61  |
| 1500米 詳細  | 德里克·帕拉 · 美国（USA）         | 1:43.95           | 约赫姆·厄伊特德哈赫 · 荷兰（NED） | 1:44.57  | 奥德内·森罗尔 · 挪威（NOR） | 1:45.26  |
| 5000米 詳細  | 约赫姆·厄伊特德哈赫 · 荷兰（NED） | 6:14.66 世界紀錄  | 德里克·帕拉 · 美国（USA）         | 6:17.98  | 延斯·博登 · 德国（GER）     | 6:21.73  |
| 10000米 詳細 | 约赫姆·厄伊特德哈赫 · 荷兰（NED） | 12:58.92 世界紀錄 | 希安尼·罗默 · 荷兰（NED）         | 13:10.03 | 拉塞·塞特勒 · 挪威（NOR）   | 13:16.92 |

### 女子
| 项目        | 金牌                                | 金牌             | 银牌                                     | 银牌    | 铜牌                             | 铜牌    |
| 500米 詳細  | 卡特里奥娜·勒梅多恩 · 加拿大（CAN） | 74.75            | 莫妮克·加布雷希特-恩费尔特 · 德国（GER） | 74.94   | 扎比内·弗尔克尔 · 德国（GER）    | 75.19   |
| 1000米 詳細 | 克丽丝·威蒂 · 美国（USA）           | 1:13.83 世界紀錄 | 扎比内·弗尔克尔 · 德国（GER）            | 1:13.96 | Jennifer Rodriguez · 美国（USA） | 1:14.24 |
| 1500米 詳細 | 安妮·弗里辛格 · 德国（GER）         | 1:54.02 世界紀錄 | 扎比内·弗尔克尔 · 德国（GER）            | 1:54.97 | Jennifer Rodriguez · 美国（USA） | 1:55.32 |
| 3000米 詳細 | 克劳迪娅·佩希施泰因 · 德国（GER）   | 3:57.70 世界紀錄 | Renate Groenewold · 荷兰（NED）          | 3:58.94 | 辛迪·克拉森 · 加拿大（CAN）      | 3:58.97 |
| 5000米 詳細 | 克劳迪娅·佩希施泰因 · 德国（GER）   | 6:46.91 世界紀錄 | 赫蕾塔·斯米特 · 荷兰（NED）              | 6:49.22 | 克拉拉·休斯 · 加拿大（CAN）      | 6:53.53 |

## 参赛代表团
总共有二十三个国家参加了在盐湖城举行的速滑比赛。
- 奥地利（1）
- 白俄罗斯（5）
- 比利时（1）
- 加拿大（15）
- 中国（12）
- 捷克（1）
- 芬兰（3）
- 法国（1）
- 德国（13）
- 匈牙利（2）
- 意大利（8）
- 日本（20）
- （8）
- 韩国（12）
- 拉脱维亚（1）
- 荷兰（17）
- 挪威（7）
- 波兰（4）
- 罗马尼亚（2）
- 俄罗斯（13）
- 瑞典（1）
- 乌克兰（2）
- 美国（17）